# Mae Busch
Mae Busch, nome completo Annie Mae Busch (Melbourne, 18 giugno 1891 – San Fernando Valley, 19 aprile 1946), è stata un'attrice australiana.

## Biografia
Nacque in Australia, nello Stato di Victoria, da una famiglia di musicisti (sua madre era cantante lirica, suo padre direttore d'orchestra) che si trasferì negli Stati Uniti nel 1900. Mae Busch cominciò la sua carriera da bambina, in parti drammatiche a teatro. Con il passaggio al vaudeville, si fece notare dal produttore di comiche Mack Sennett che, alla Keystone, le affidò ruoli di diverso tipo.
A causa di un infortunio sul set, dovette lasciare il lavoro con Sennett. Partecipò insieme a Charley Chase a Settled at Seaside (1915). Sempre in quegli anni, registrò numerosi successi lavorando diretta da grandi registi come Eric von Stroheim, per il quale interpretò una fascinosa principessa russa in Femmine folli (1922), Maurice Tourneur, Victor Sjöström, Tod Browning e Lon Chaney.
Dopo aver superato un esaurimento nervoso, fu l'incontro con Hal Roach e, consecutivamente, con la coppia Laurel & Hardy a lanciarla come una delle più grandi stelle comiche di quel tempo. Con loro recitò dal 1927 al 1936 in numerosi cortometraggi e lungometraggi, in cui si distinse per la sua disinvolta vis comica, in ruoli di bisbetica moglie gelosa o di provocante femme fatale.
Negli ultimi anni interpretò ruoli di contorno spesso in film di minor livello. Morì prematuramente a 54 anni nel 1946 a causa di un cancro al colon; riposa nella Cappella dei pini a Los Angeles.

## Filmografia parziale
- The Water Nymph, regia di Mack Sennett (1912)
- Settled at the Seaside (1915)
- Mabel and Fatty's Married Life (1915)
- Ye Olden Grafterh, regia di Dell Henderson (1915)
- Willful Ambrose (1915)
- Ambrose's Sour Grapes, regia di Walter Wright (1915)
- Love in Armor, regia di Nick Cogley (1915)
- Beating Hearts and Carpets, regia di Edwin Frazee (1915)
- A One Night Stand (1915)
- The Rent Jumpers, regia di Frank Griffin (1915)
- A Human Hound's Triumph, regia di Charley Chase (1915)
- For Better - But Worse, regia di Mack Sennett (1915)
- Those College Girls, regia di Mack Sennett (1915)
- Merely a Married Man, regia di Charles Avery (1915)
- Those Bitter Sweets, regia di F. Richard Jones (1915)
- A Rascal's Foolish Way, regia di F. Richard Jones e Mack Sennett (1915)
- The Best of Enemies, regia di Frank Griffin (1915)
- Fatty and the Broadway Stars, regia di Roscoe Arbuckle (1915)
- The Worst of Friends, regia di Frank Griffith (1916)
- Because He Loved Her, regia di Dell Henderson (1916)
- Better Late Than Never, regia di Edward F. Cline (1916)
- Wife and Auto Trouble, regia di Dell Henderson e Mack Sennett (1916)
- A Bath House Blunder, regia di Dell Henderson (1916)
- The Folly of Fanchette, regia di John McDermott (1917)
- The Fair Barbarian, regia di Robert Thornby (1917)
- Scherzo tragico (The Grim Game), regia di Irvin Willat (1919)
- Alibi, regia di Roland West (1920)
- Her Husband's Friend, regia di Fred Niblo (1920)
- Il grimaldello del diavolo (The Devil's Pass Key), regia di Erich von Stroheim (1920)
- The Love Charm, regia di Thomas N. Heffron (1921)
- A Parisian Scandal, regia di George L. Cox (1921)
- Her Own Money
- Femmine folli (Foolish Wives), regia di Erich von Stroheim (1921)
- Pardon My Nerve! (1921)
- Brothers Under the Skin (1921)
- Only a Shop Girl (1921)
- The Christian, regia di Maurice Tourneur (1923)
- Souls for Sale, regia di Rupert Hughes (1923)
- La spada della legge (Name the Man), regia di Victor Sjöström (1924)
- The Shooting of Dan McGrew, regia di Clarence Badger (1924)
- Nellie, la bella modista (Nellie, the Beautiful Cloak Model), regia di Emmett J. Flynn (1924)
- A Woman Who Sinned (1924)
- Il pane quotidiano (Bread), regia di Victor Schertzinger (1924)
- Barriere infrante (Broken Barriers), regia di Reginald Barker (1924)
- Tra moglie e marito (Married Flirts), regia di Robert Vignola (1924)
- The Triflers, regia di Louis J. Gasnier (1924)
- Time, the Comedian, regia di Robert Z. Leonard (1925)
- Perch of the Devil, regia di King Baggot (1927)
- Husband Hunters, regia di John G. Adolfi (1927)
- Tongues of Scandal, regia di Roy Clements (1927)
- Amale e piangi (Love 'Em and Weep), regia di Fred Guiol (1927)
- Oasi dell'amore (Fazil), regia di Howard Hawks (1928)
- Black Butterflies, regia di James W. Horne (1928)
- Mentre la città dorme (While the City Sleeps), regia di Jack Conway (1928)
- Alibi, regia di Roland West (1929)
- Non abituati come siamo (Unaccustomed As We Are), regia di Lewis R. Foster (1929)
- A Man's Man, regia di James Cruze (1929)
- I polli tornano a casa (Chickens Come Home), regia di James W. Horne (1931)
- Un salvataggio pericoloso (Come Clean!), regia di James W. Horne (1931)
- Un'idea geniale (Their First Mistake), regia di George Marshall (1932)
- I figli del deserto (Sons of the Desert), regia di William A. Seiter (1933)
- Annuncio matrimoniale (Oliver the Eighth), regia di Lloyd French (1934)
- Beloved, regia di Victor Schertzinger (1934)
- The Road to Ruin, regia di Dorothy Davenport e Melville Shyer (1934)
- I Like It That Way, regia di Harry Lachman (1934)
- Picture Brides, regia di Phil Rosen (1934)
- Andando a spasso (Going Bye-Bye!), regia di Charley Rogers (1934)
- Vita in campagna (Them Thar Hills), regia di Charley Rogers (1934)
- Il fantasma stregato (The Live Ghost), regia di Charley Rogers (1934)
- Questione d'onore (Tit for Tat), regia di Charley Rogers (1935)
- Gelosia - Allegri poeti (The Fixer-Uppers), regia di Charley Rogers (1935)
- Gli amori di Susanna (The Affair of Susan), regia di Kurt Neumann (1935)
- La ragazza di Boemia - Noi siamo zingarelli (The Bohemian Girl), regia di James W. Horne e Charley Rogers (1936)
- The Amazing Exploits of the Clutching Hand (1936)
- Easy to Take (1936)
- The Accusing Finger, regia di James Hogan (1936)
- La figlia di Shanghai (1937)
- I filibustieri (The Buccaneer), regia di Cecil B. DeMille (1938)
- The Big Broadcast of 1938, regia di Mitchell Leisen (1938)
- Scandal Street, regia di James P. Hogan (1938)
- Prison Farm, regia di Louis King (1938)
- Maria Antonietta (Marie Antoinette), regia di W. S. Van Dyke II (1938)
- Nancy Drew: Detective (1938)
- Le fanciulle delle follie (Ziegfeld Girl), regia di Robert Z. Leonard (1941)
- La dalia azzurra (The Blue Dahlia), regia di George Marshall (1946)

## Riconoscimenti
Per il suo contributo all'industria cinematografica, le venne assegnata una stella sulla Hollywood Walk of Fame al 7021 di Hollywood Blvd.